# Выдача багажа (фильм)
«Вы́дача багажа́» (англ. Baggage Claim) — американская комедия 2013 года режиссёра Дэвида Е. Талберта. Премьера в США состоялась 27 сентября 2013 года. Фильм был номинирован на премию «Acapulco Black Film Festival 2014» в категории «Лучший актёрский ансамбль». Также фильм стал последним для актёра Неда Битти который умер 13 июня 2021 года.

## Сюжет
Одинокая стюардесса Монтана Мур вместе с друзьями разрабатывает план по поиску потенциального супруга. В течение месяца она летает по всей стране в надежде восстановить связь с кем-то из бывших бойфрендов.

## В ролях
| Актёр           | Роль                          |
| --------------- | ----------------------------- |
| Пола Паттон     | Монтана Мур                   |
| Дерек Люк       | Уильям Райт                   |
| Тэй Диггз       | Лэнгстон Джефферсон Баттл III |
| Борис Коджо     | Грэхем                        |
| Трей Сонгз      | Дэймон Дизель                 |
| Джилл Скотт     | Гейл Бэст                     |
| Адам Броди      | Сэм                           |
| Дженифер Льюис  | Кэтрин Мур                    |
| Джимон Хонсу    | Куинтон Джеймисон             |
| Лорен Лондон    | Шири Мур                      |
| Кристина Милиан | Тейлор                        |
| Тиа Маури       | Джанин                        |
| Ла Ла Энтони    | Таня                          |
| Нед Битти       | мистер Дональдсон             |

## Отзывы
Фильм получил крайне негативные отзывы кинокритиков. На сайте Rotten Tomatoes у фильма 14 % положительных рецензий на основе 80 рецензий со средним баллом 3,7 из 10. На сайте Metacritic фильм имеет оценку 34 из 100 на основе 27 рецензий критиков, что соответствует статусу «в целом неблагоприятные отзывы».